# نانسي يي فان
نانسي يي فان (بالإنجليزية: Nancy Yi Fan)‏ هي كاتِبة أمريكية، ولدت في 26 أغسطس 1993 في بكين في الصين.